# Parilyrgis intacta
Parilyrgis intacta là một loài bướm đêm trong họ Erebidae.